# Olympus (tập đoàn)
Olympus là công ty sản xuất các thiết bị quang học và hình ảnh lớn của Nhật Bản như kính hiển vi, ống nhòm và nhất là máy ảnh và ống kính.

## Lịch sử

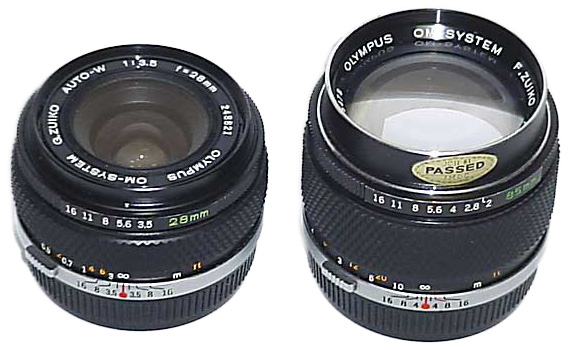
Ống kính Olympus OM

Năm 1936, Olympus giới thiệu mẫu máy ảnh và ống kính đầu tay của hãng: Semi-Olympus I
Năm 2003, Olympus ra mắt máy ảnh chuyên nghiệp DSLR: dòng máy E-class như E-410, E-510.